# Can Melgà
Can Melgà és una casa historicista de Mataró (Maresme) protegida com a bé cultural d'interès local.

## Descripció
Edifici de planta baia i dues plantes pis amb dos cossos laterals de planta baixa que han estat modificats. La coberta dels tres cossos és plana.
Les façanes del cos principal presenten obertures amb arc de mig punt en la planta baixa i primer pis seguint eixos verticals compositius. Les obertures del segon pis són rectangulars i el coronament presenta un acroteri amb balustres i florons.
A la façana nord destaquen les tres torres de planta octogonal i coronament amb merlets i cúpula piramidal amb espitlleres.